# Новиков, Евгений Фёдорович
Евгений Фёдорович Новиков (1930—2014) — советский хозяйственный, государственный и политический деятель.

## Биография
Родился в 1930 году в селе Оленье. Член КПСС.
С 1944 года — на хозяйственной, общественной и политической работе. В 1944—2014 гг. — молотобоец, тракторист, окончил Новоаннинский сельскохозяйственный техникум, главный агроном, председатель колхоза «Оленьевский» Дубовского района, заслуженный работник сельского хозяйства РСФСР, председатель Совета Аграрного союза Волгоградской области.
Избирался депутатом Верховного Совета РСФСР 8-го созыва, Верховного Совета СССР 10-го созыва, народным депутатом СССР.
Умер в 2014 году.